# Jalalabads flygplats
Jalalabads flygplats (persiska: میدانٔ هوائئ جلال آباد) är en flygplats i Afghanistan. Den ligger i provinsen Nangarhar, i den östra delen av landet, 120 kilometer öster om huvudstaden Kabul. Jalalabads flygplats ligger 560 meter över havet.
Närmaste större samhälle är provinshuvudstaden Jalalabad, fem kilometer nordväst om flygplatsen. 